# Sideridis marginata
Sideridis marginata är en fjärilsart som beskrevs av Köhler 1947. Sideridis marginata ingår i släktet Sideridis och familjen nattflyn. Inga underarter finns listade i Catalogue of Life.